# Campionato mondiale femminile di pallacanestro 1959
La III edizione del Campionato mondiale di pallacanestro femminile FIBA 1959 si disputò in Unione Sovietica nel 1959.
Fu un'edizione particolare. Si disputò a Mosca, in piena guerra fredda, e ciò indusse molte nazioni a non partecipare. Furono in otto a giocarsi il titolo, sei provenienti dal blocco orientale dell'Europa (e quindi filosovietiche), la Jugoslavia (neutrale) e la Corea del Nord, l'unica proveniente dall'Asia.
Anche la formula della competizione è interessante: si disputò un unico girone all'italiana con partite di sola andata, in modo tale da far incontrare tra loro tutte le partecipanti.

## Squadre partecipanti

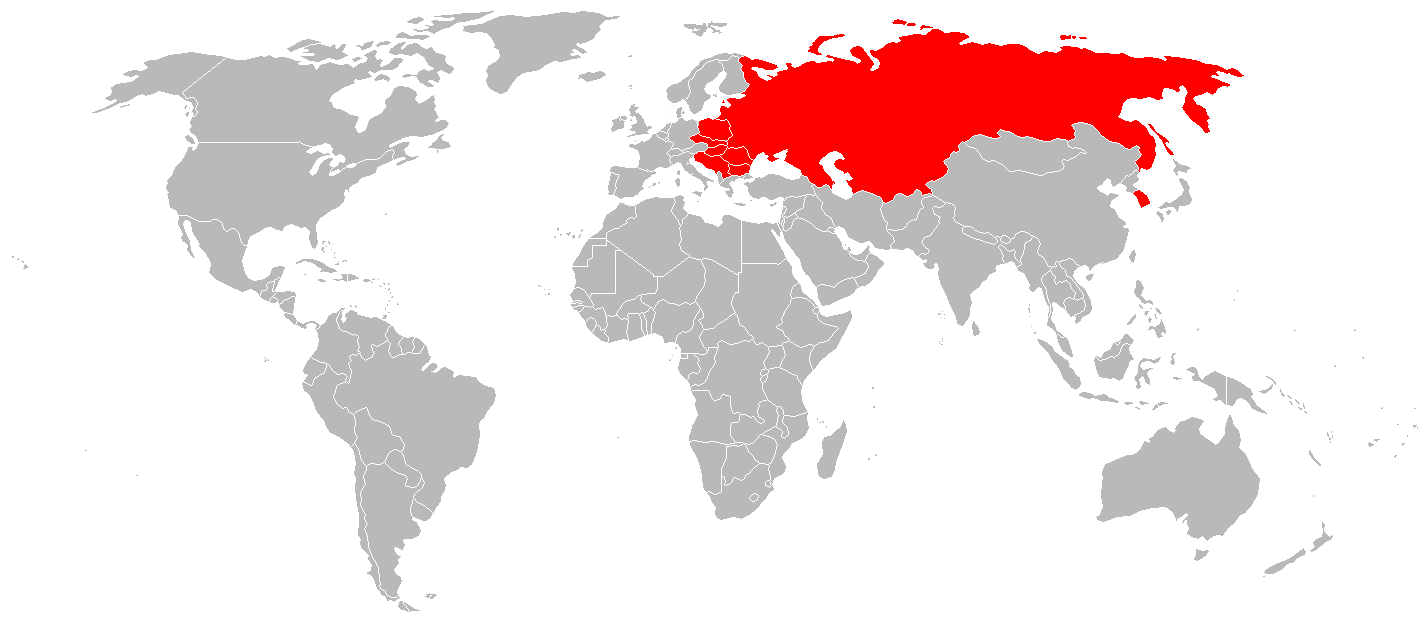
Le nazionali partecipanti.

| - Bulgaria - Cecoslovacchia - Corea del Nord - Jugoslavia | - Polonia - Romania - Ungheria - Unione Sovietica |

## Classifica finale
| Campione del Mondo | Campione del Mondo | Campione del Mondo |
| --- | ------------------ | --- |
| Unione Sovietica3 Maksimel'janova, 4 Smildziņa, 5 Kostikova, 6 Otsa, 7 Poznanskaja, 8 Michajlova, 9 Kitsing, 10 Daktaraitė, 11 Arciševskaja, 12 Erëmina, 13 Stepina, 14 Bitnere, All. Stepas Butautas |                    | |
| Argento | Bulgaria           | Bulgaria3 Borisova, 4 Čalăškanova, 5 Damjanova, 6 Čengelieva, 7 Gospodinova, 8 Rangelova, 9 V. Popova, 10 Džambazova, 11 Vojnova, 12 Gyoševa, 13 Smedovska, 14 E. Popova, All. Dimităr Mitev           |
| Bronzo | Cecoslovacchia     | Cecoslovacchia3 Blahoutová, 4 Dobiášová, 5 Mázlová, 6 Koukalová, 7 Lundáková, 8 Trojková, 9 D. Hubálková, 11 Šourková, 12 Čechová, 13 Grubrová, 14 S. Hubálková, 15 Moutelíková, All. Svatopluk Mrázek |
| 4. | Jugoslavia         | Jugoslavia3 Jovičić, 4 Kalušević, 5 Baraga, 6 Radovanović, 7 Martinović, 8 Zoković, 9 Gec, 10 Prelević, 11 Cipruš, 12 Pešić, 13 Meglaj, 15 Mrak, All. Milorad Sokolović                                |
| 5. | Polonia            | Polonia3 Siwek, 4 Kowalczyk, 5 Rospondek, 6 Gruszczyńska, 7 Smorawińska, 8 Beyer, 9 Widurska, 10 Miguła, 11 Pabjańczyk, 12 Kapałczyńska, 13 Twardosz, 14 Szostak, All. Florian Grzechowiak             |
| 6. | Romania            | Romania3 Kraus, 5 Simionescu, 6 Eckert, 7 Antonescu, 8 Simon, 9 Ivanovici, 10 Haralambie, 11 Romfeld, 12 Gheorghe, 13 Firimide, 14 Cherciov, 16 Jujescu, All. Sigismund Ferencz                        |
| 7. | Ungheria           | Ungheria3 Bereck, 4 Kocsor, 5 Schneider, 6 Kovács, 7 Szabó, 8 Mogyorósi, 9 Noficzer, 10 Lick, 11 I. Kaló, 12 M. Kaló, 13 Babócsay, 14 Szappanos, All. Tibor Lehóczki                                   |
| 8. | Corea del Nord     | Corea del Nord3 O, 4 Lian, 5 Kim, 6 Li S., 7 Suk, 8 Cho, 9 Ki, 10 Rim, 11 Li K., 12 Mun, 14 Hvan, 15 Li Z., All. Ten Mah-Cik                                                                           |